# تیپ ۸۲ صاحب‌الأمر

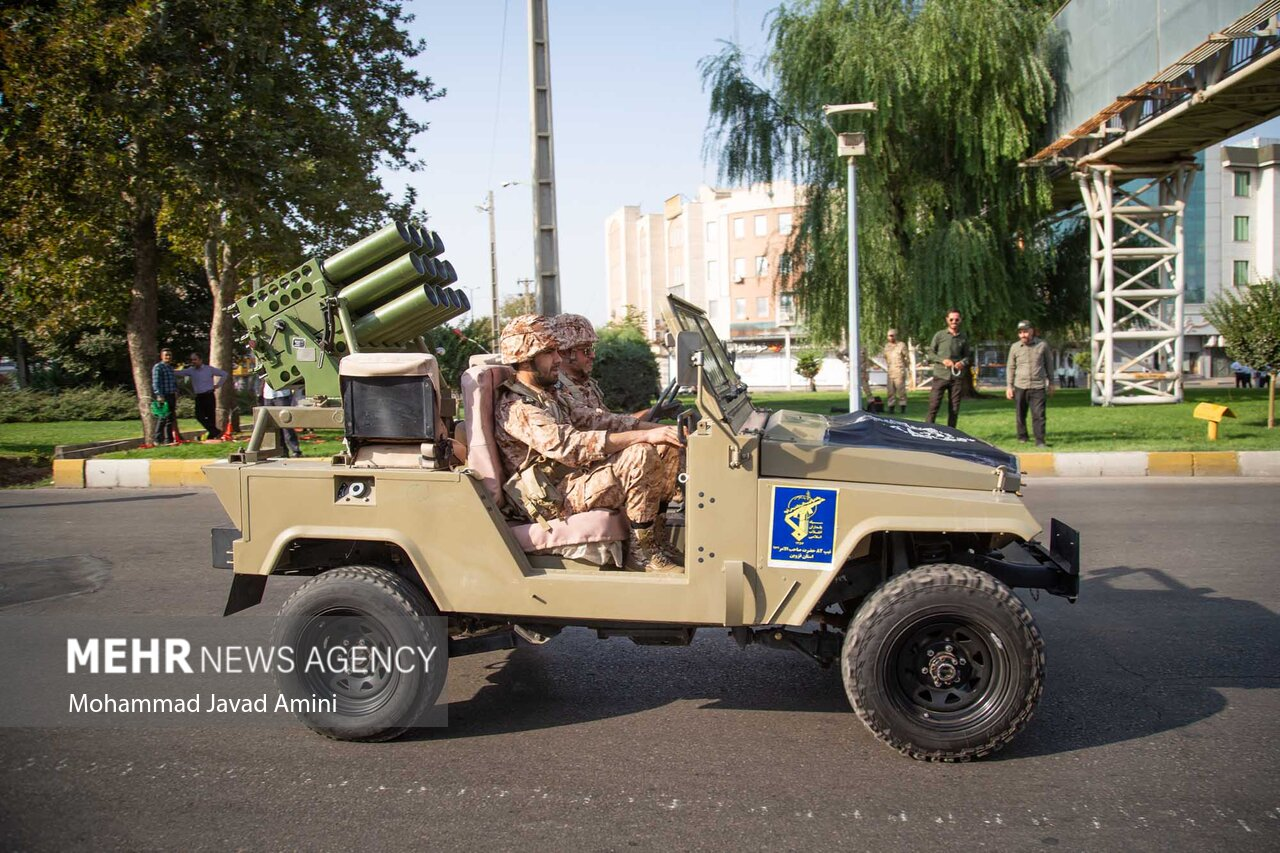
جیپ سفیر در رژه نیروهای تیپ ۸۲ صاحب‌الامر به‌مناسبت سالگرد جنگ ایران و عراق در سال ۱۴۰۱، قزوین

تیپ عملیاتی مردم‌پایهٔ ۸۲ صاحب‌الأمر یا به اختصار تیپ ۸۲ صاحب‌الأمر از تیپ‌های پیاده نیروی زمینی سپاه پاسداران انقلاب اسلامی است، که ستاد فرماندهی و پادگان آن در شهر قزوین مستقر می‌باشد. پیشینه شکل‌گیری این یگان به سال ۱۳۶۵ در خلال جنگ ایران و عراق بازمی‌گردد. هم‌اکنون سرهنگ پاسدار علی محمودی فرماندهی تیپ ۸۲ صاحب‌الأمر را برعهده دارد.